# 旧藏内氏庭園
旧藏内氏庭園 （きゅうくらうちしていえん）は、福岡県築上町にある、日本の名勝に指定されている庭園である。庭園のほか旧邸宅も文化財に含まれており、旧蔵内邸（きゅうくらうちてい）の呼称も多く用いられる。

## 概要
炭鉱などで財を成した蔵内次郎作の旧邸宅。
明治中期から昭和初期にかけての建築。母屋、庭園などから構成されており、炭鉱王の邸宅としては九州随一の規模と豪華さを誇る。特に二重入母屋破風の屋根を構える大玄関は独特なもので珍しい。
空き家となり個人が維持管理していたものを築上町が購入し、トイレや駐車場などを整備し2013年（平成25年）4月18日より一般公開（有料）を開始した。
2014年（平成26年）に文化審議会が答申を行い、2015年（平成27年）3月10日付で文部科学大臣から国の名勝指定を受ける。

## 文化財等
- 下記は国登録有形文化財（2002年2月14日登録）
  - 旧蔵内家住宅便所
  - 旧蔵内家住宅中門
  - 旧蔵内家住宅倉
  - 旧蔵内家住宅米倉
  - 旧蔵内家住宅宝蔵
  - 旧蔵内家住宅炊事場棟
  - 旧蔵内家住宅大広間棟
  - 旧蔵内家住宅座敷棟
  - 旧蔵内家住宅茶室
  - 旧蔵内家住宅主屋
  - 旧蔵内家住宅応接間棟
  - 旧蔵内家住宅大玄関棟
- 国指定名勝：旧藏内氏庭園（2015年3月10日指定、2017年2月9日追加指定）